# Couvent Saint-François d'Oletta
Le couvent Saint-François (Conventu San Francescu) est un ancien couvent franciscain en Corse qui se situe dans la plaine d'Oletta, à 2 kilomètres au pied du village, proche de la route D82 d'où il est indiqué.

## Histoire

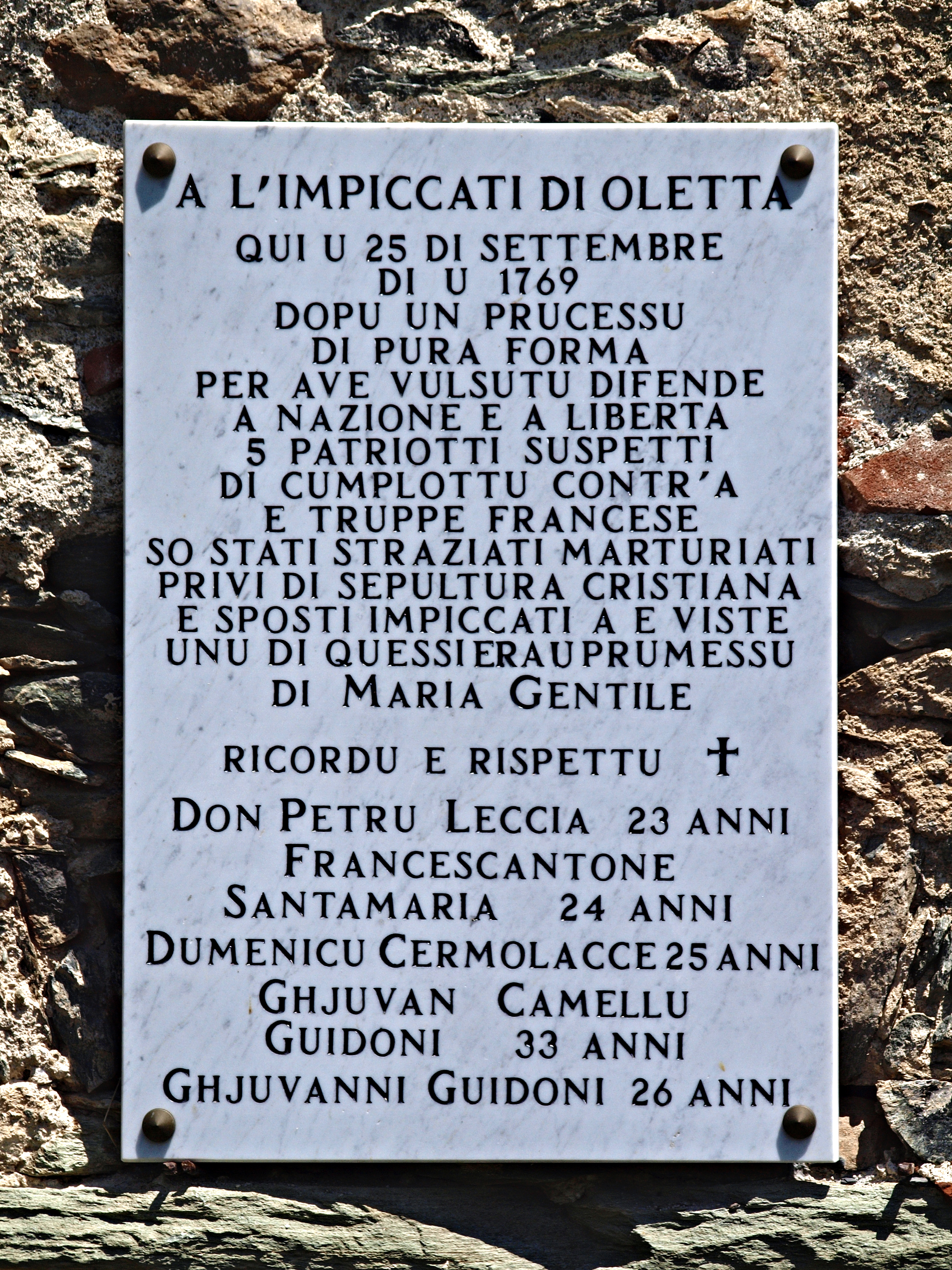
Plaque du couvent rappelant l'exécution de nationalistes corses en 1769.

Daté de 1390 , l'édifice a remplacé celui édifié au Moyen Âge avant 1260. C'est un des plus anciens couvents du Nebbio classé troisième de l'île au chapitre de Narbonne en 1260. Le nombre de frères fut très important. Composé de vingt-cinq cellules, il abritait dix-huit frères dont trois prêtres et quelques clercs. Les pères avaient une mission d'enseignement des enfants et de prédication. L'édifice actuel date du XVIIe siècle et du XVIIIe siècle avec des réemplois.
Les chroniques racontent que déjà au XVe siècle le prêtre y célébrait l'office avec deux pistolets sur l'autel pour tempérer les fidèles. Durant la lutte pour l'indépendance de l'île, les frères parcouraient la campagne à cheval pour rameuter les foules à la cause nationale. Plusieurs consultes eurent lieu au couvent : 7 septembre 1745, 6 mai 1747, 1er août 1750, 23 mai 1753.
En 1758, Pascal Paoli mettant à profit l'érudition des moines, y crée une imprimerie nationale, la Stamperia della verita, où de nombreux articles à contenu historique ou philosophique furent édités.

En 1768, les Français débarquent à Saint-Florent, s'emparent d'Oletta et l'occupent. En 1769, ils établissent leur quartier général dans le couvent. Le 13 février, l'abbé Francescu Antone Saliceti, ses parents et ses amis quittent Oletta occupé par les soldats de M. d'Arcambal. De là partira leur offensive contre les troupes de Paoli qui trouvera son épilogue le 8 mai 1769 par la défaite des troupes nationales à Ponte-Novo.
Un complot contre l'occupant français nommé la « Conspiration d’Oletta », ourdi par l’abbé Saliceti dit « Peverone » à la demande de Pascal Paoli, fut déjoué à la suite de dénonciations. Cinq jeunes hommes furent condamnés, torturés et privés de sépulture. Parmi eux, se trouvait Don Petru Leccia, 23 ans, supplicié de la roue, dont le corps devait rester exposé sur la place publique. Maria Gentile, sa fiancée, bravant l'interdiction, lui offrit une sépulture chrétienne dans la chapelle conventuelle. Son courage suscita la clémence du général de Vaux.
Au-dessus de la porte latérale du couvent est apposée une plaque commémorative qui rappelle le martyre de cinq patriotes torturés et privés de sépulture chrétienne le 25 septembre 1769.
En 1769, les religieux furent chassés, puis réinstallés en 1854 avant de quitter définitivement le couvent lors de la séparation de l’Église et de l’État en 1905. Ils reviennent en 1934, mais partent peu après la guerre.
Dans les années 1960, le couvent Saint-François était animé par des bénédictines. Sœur Stella, la dernière sœur, y vécut à la bougie jusqu'en 1990. Le couvent resta dix ans inoccupé avant d'être squatté, saccagé et commençant à tomber en ruine.
L'édifice de trois étages en ruine et comportant dix-sept cellules de franciscains, avait été mis en vente à la fin du siècle dernier. Il n'y avait pas d'électricité, un seul robinet, des planchers effondrés, des trous dans le toit en lauze et son église pillée. La commune ne pouvant pas prendre en charge les frais de restauration, renonça à son droit de préemption. Le couvent trouva acquéreur au printemps 2001. C'est aujourd'hui la propriété d'une personne privée, l'artiste Candida Romero d'origine franco-portoricaine (fille de l'artiste peintre Simone Dat).
La chapelle dont la construction remonte à la fin du XIIe siècle et au début du XIIIe siècle, et qui a été entièrement refaite au XVIIe siècle et au XVIIIe siècle (restaurée en 1872), est sous la sauvegarde de l'association précitée. La chapelle est inscrite au titre des monuments historiques par arrêté du 29 novembre 1974. Elle sert à des événements, expositions, concerts, banquets, etc.

## Description

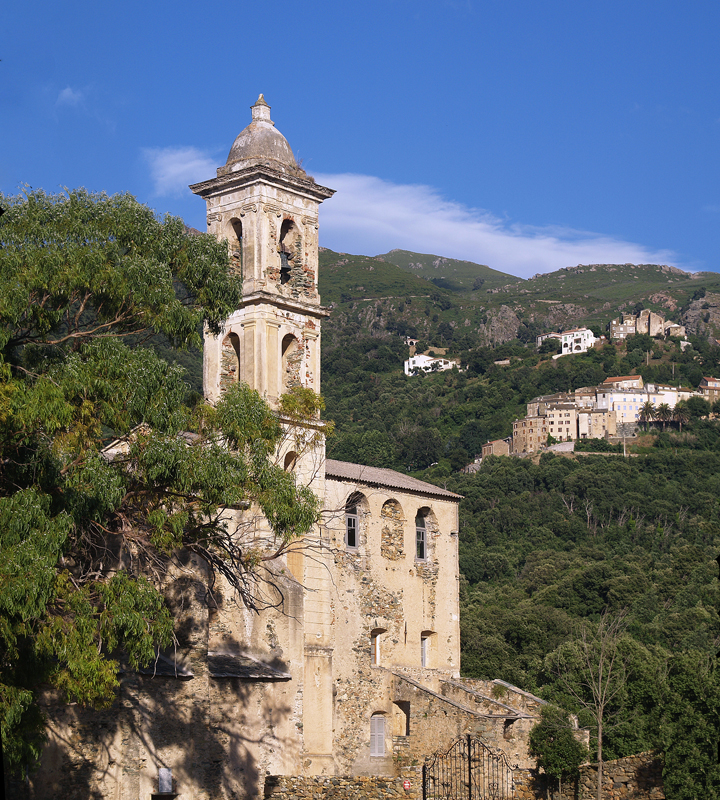
Le clocher et l'entrée du couvent.

L'ancienne aile d'habitation des franciscains, reconstruite au XVIIe siècle et au XVIIIe siècle, se trouve au nord de la chapelle sur deux étages, chaque étage comportant six cellules, alors que le rez-de-chaussée encore voûté accueille l'ancien réfectoire, le parloir et les cuisines. Cette aile a été restaurée dans les années 2005 et sert de logement aux nouveaux propriétaires avec des salles qui peuvent être louées pour des réceptions, mariages, séminaires d'entreprise, etc., tandis que neuf chambres d'hôte sont installées dans les anciennes cellules des franciscains. Par contre, l'aile Est-Ouest qui abritait des communs tombe en ruines avec quelques traces de voûtes. La chapelle orientée est surmontée d'un haut clocher et la façade est composée de deux ordres de pilastres superposés. Son portail est de style classique avec une fenêtre au-dessus éclairant l'intérieur.
Les murs latéraux sont appuyés par des contreforts qui à l'intérieur appuient les neuf chapelles latérales.
L'intérieur a été dramatiquement dégradé au cours de ses dix années d'abandon à la fin des années 1980 : destruction et pillages des stucs baroques, dallage brisé, statuaire volée, mobilier pillé, etc. La nef est recouverte d'une voûte en plein cintre, des piliers de maçonnerie la soutiennent. Le maître-autel baroque, cantonné d'anges, est dégradé. Le chœur de 13 mètres de longueur a été cloisonné en salles de réunion. La crypte abrite les tombes des franciscains. 
Grâce à l'artiste Candida Romero (candidaromero.net) le site a pu être racheté en 2000 et est désormais un monument historique privé.
En partie restauré grâce à l'acharnement et la ténacité de l'artiste et sans aucun fonds public et malgré l'ampleur du chantier... il accueille depuis 2017 des résidences d'artistes internationaux et des événements artistiques, des performances, des concerts et aussi quelques beaux mariages.
La chapelle est devenue lieu d'exposition et d'événements.
Le couvent San Francescu d'Oletta a reçu divers prix et récompenses tels que le Prix de la Sauvegarde de l'Art Français, Prix VMF, Prix du Pèlerin Magazine/ un Patrimoine pour demain et a obtenu le Label de la Demeure Historique tant que  Monument Privé.
Les terrains alentour qui n'étaient plus que du maquis mal entretenu, sauvage et source de problèmes (incendies) ont aussi été racheté à divers propriétaires , acquis au fur et à mesure, ils sont devenus grâce à la main verte de Candida Romero de magnifiques jardins d'un hectare avec des thèmes divers, plantés d'essences endémiques corses et orientales (jardin des moines, jardins des roses, jardin de ruines, jardin Renaissance italo-oriental, etc.) pour le plaisir des hôtes, des visiteurs et des amoureux de beauté et de nature.
En 2010, pour aider, soutenir la restauration et la préservation de ce site unique et majestueux qu'est le couvent San Francescu , une marque de cosmétiques haut de gamme et de parfums de niche Eaudecouvent a été imaginée et créée par l'artiste propriétaire des lieux Candida Romero.
Cette marque et ses produits tous de très belle fabrication sont produits à Grasse, capitale mondiale de la parfumerie haut de gamme.
Ces cosmétiques, bougies parfumées, ses parfums et huiles parfumées hydratantes s'inspirent tous des nombreuses essences plantées dans ses jardins poétiques mais aussi des histoires encore secrètes dont les lieux regorgent...
http://www.eaudecouvent.com
http://www.sanfrancescu.com
ING: @eaudecouvent et @sanfrancescu